# Andrej Bogatyrёv
Andrej Andreevič Bogatyrёv (in russo Андрей Андреевич Богатырёв?; Mosca, 15 gennaio 1985) è un attore, regista, sceneggiatore e musicista russo.

## Filmografia parziale

### Regista
- Dikaja liga (2019)
- Red Ghost: The Nazi Hunter (Krasnyj prizrak) (2021)[1]

## Premi
- Premio per il miglior film del programma russo al Festival cinematografico internazionale di Mosca
- Premio Speciale della Giuria" al Festival cinematografico internazionale di Mosca
- Premio per il miglior regista al Festival Internazionale del Cinema di Mosca "Vivremo"